# Hermanas del Corazón de Jesús Sacramentado
La Congregación de Hermanas del Corazón de Jesús Sacramentado es una congregación religiosa católica de vida apostólica y de derecho pontificio, fundada por el sacerdote mexicano José María Robles Hurtado, en Nochistlán de Mejía (México), en 1918. A las religiosas de este instituto se les conoce como Hermanas del Corazón de Jesús Sacramentado y posponen a sus nombres las siglas H.C.J.S.

## Historia

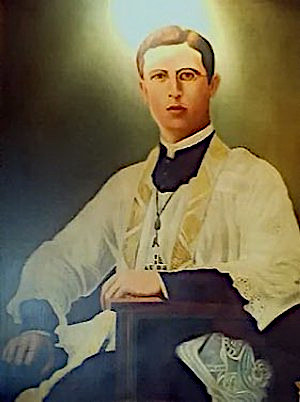
José María Robles Hurtado (1888-1927), fundador de la congregación.

El sacerdote mexicano José María Robles Hurtado, nombrado coadyutor de la parroquia de Nochistlán de Mejía, en el estado de Zacatecas (México), en 1916, se dedicó con especial esfuerzo a la restauración del hospital de la localidad. Dos años más tarde, el 27 de diciembre de 1918, fundó una congregación femenina, con el nombre de Víctimas del Corazón Eucarístico de Jesús, con el fin de dedicarse a la atención del centro sanitario. Con la aprobación del arzobispo de Guadalajara, Francisco Orozco y Jiménez, el instituto comenzó su estatuto jurídico como congregación religiosa de derecho diocesano.
El gobierno mexicano, en 1926, suprimió la nueva congregación y prohibió las actividades religiosas a sus miembros. La superiora general y otras quince religiosas fueron encarceladas por desobediencia. El fundador, que había proseguido con las actividades pastorales en clandestinidad, fue condenado a la horca. En 1933, la Santa Sede autorizó al arzobispo de Guadalajara, la aprobación del instituto, pasando a ser una congregación religiosa de derecho pontificio y adquiriendo el nombre actual de Hermanas del Corazón de Jesús Sacramentado.

## Organización
La Congregación de Hermanas del Corazón de Jesús Sacramentado es un instituto religioso internacional de derecho pontificio centralizado, cuyo gobierno es ejercido por una superiora general. La casa central se encuentra Guadalajara (México).
Las religiosas de este instituto se dedican a la atención de los enfermos, sin embargo están abiertas a otros tipos de actividades, según las necesidades del lugar donde se encuentren. Su espiritualidad es vicenciana, tienen por patrono a San Vicente de Paúl, como lema «amar y servir» y forman parte de la Familia Vicenciana.
En 2015, la congregación contaba con unas 311 religiosas y 46 comunidades, presentes en Angola, Estados Unidos, México y Perú. 